# بيل كاي
بيل كاي (بالإنجليزية: Bill Kay)‏ هو لاعب كرة قدم أمريكية أمريكي، ولد في 10 يناير 1960 في ديترويت في الولايات المتحدة.